# Жътварят (сериал)
„Жътварят“ (на английски: Reaper) е американски комедиен сериал, създаден от на Тара Бътърс и Мишел Фазекас.
Сериалът е продукция на ABC Television Studios и The Mark Gordon Company. Първият епизод е излъчен на 25 септември 2007 г. в САЩ. Всички 18 епизода от първия сезон са излъчени през 2007-2008 г. Снимките на втория сезон на „Жътварят“ започват на 12 май 2008 г., като се планира той да се състои от 13 епизода и премиерата е на 3 март 2009 г.

### История
До 21-вия си рожден ден Сам води нормален и доста скучен живот. Проспива по-голяма част от свободното си време, има зле платена работа не учи в колеж, но въпреки това родителите му никога не му се карат. И в деня, в който навършва 21 години разбира защо. Той разбира, че родителите му са сключили сделка с Дявола още преди неговото раждане, като цената която са платили е била душата на първородния им син – Сам. Дявола предлага на Сам сделка – да работи за него като ловец на глави и да хваща избягалите от Ада зли души. В замяна няма да прибере душата му. Опитите на Сам да се освободи от това задължение са неуспешни – Дявола го заплашва, че ако не изпълнява задълженията си на ловец на глави ще вземе душата на майка му вместо неговата и е принуден против волята си да спази условията на сделката за чието сключване той смята, че няма вина. В пристъп на отчаяние Сам разказва за случилото се на своите приятели и колеги от магазина, в който работи – Сок и Бен, които му помагат да се изправи срещу злите души върнали се на земята, за да вършат злините, които са правили приживе, но надарени със свръхсили. Единствено оръжи, е с което разполага Сам е уред за улавяне на души, приел крайно нелепи форми като малка прахосмукачка, касета, тостер и какво ли още не. Всяка стъпка на Сам се следи от Дявола, който проявява необичаен интерес към момчето и го закриля по свой собствен крайно зловещ начин. И за да бъде максимално затруднен в мисията си да отърве душата си от адските пламъци Сам е влюбен в своята колежка Анди и всеки негов опит да бъде заедно с нея се проваля от поредната избягали душа сееща смърт откъдето мине.

### Основни герои
Сам Оливър (в ролята Брет Харисън) е лентяй набързо преквалифициран в професионален ловец на крайно зли и опасни души от самия Дявол. Мрази това което върши и едновременно е удовлетворен от факта, че спасява хора и въпреки плановете на своя работодател прави всичко възможно за да измъкне от лапите му невинните, чиито души се опитва да обсеби.
Бърт „Сок“ Уайсоки (в ролята Тайлър Лейбин) е най-добрият приятел на Сам още от детинство. Живее с майка си, чест посетител в дома (и хладилника) на семейство Оливър и абсолютен лентяй, който при всяка възможност кръшка от работата, която смята за скучна. Не спира да се дразни с бившата си приятелка Джоузи. Сам му ракрива тайната си и Сок започва да му помага в прибирането на побеснелите души, въпреки риска за неговия и живота на приятелите му. Няколко пъти спасява Сам от злите души.
Бенджамин Гонзалез (в ролята Рик Гонзалез) е колега и приятел на Сам и Сок и е тяхна пълна протвополжност. Гледа на своята работа само като начло към бляскави висини. Той е отговорен, съобразителен и малко страхлив, но винаги готов да тръгне с приятелите си срещу поредната душа, сееща смърт като това не му се разминава безнаказано и няколко пъти е на ръба на смъртта и се отървава само по чиста случайност. Но тези дребни инциденти не намалят желанието да взима активно участие в лова.
Анди Прендъргаст (в ролята Миси Перегрим) е красивата колежка на Сам, Бен и Сок в магазина. Сам е влюбен в нея още като ученик, а и самата Анди споделя чувствата му въпреки неговата несигурност. Опитите и за близост непрекъснато се провалят от работата на Сам като ловец на глави.
Дявола (в ролята Рей Уайз) е работодателят на Сам и негов главен мъчител. Влязъл в кожата на вечно усмихнатия Джери Белведер никой не подозира кой се крие зад спретнатия костюм. Показва само на Сам колкото да му даде нова задача или някой крайно зловещ съвет. Въпреки своята безмилостност Той показва странна и нетипична за него привързаност към младежа, който прави всичко друго но не и да се вслушва в съветите му. Но въпреки това Дявола прощава всичко на Сам и посреща всеки негов опит за съпротива с чаровната си усмивка като не забравя да му даде чрез своите подчинени, работещи в КАТ, поредния крайно нелеп уред за улавяне на избягалите души.

## „Жътварят“ в България
В България първи сезон на сериала е излъчен по AXN през 2008 г., като е със субтитри на български. След първата част епизоди, които са направени преди стачката на сценаристите има пауза от няколко месеца, след което биват излъчени и останалите епизоди. Повторенията му започнаха на 10 февруари 2009 г., всеки делничен ден от 18:00 с повторение от 08:50, а през март от 09:00 и още едно повторени от 13:00, като завършиха на 5 март. Втори сезон започна на 4 септември, всеки петък от 22:00, като е дублиран на български. Ролите се озвучават от артистите Даринка Митова, Петя Абаджиева, Явор Караиванов и Николай Пърлев.